# Stacy Dragila
Stacy Renée Dragila (rojena Mikaelson), ameriška skakalka s palico, * 25. marec 1971, Auburn, Kalifornija.

## Mednarodna tekmovanja
| Leto | Tekmovanje                              | Prizorišče            | Uvrstitev | Opombe        |
| ---- | --------------------------------------- | --------------------- | --------- | ------------- |
| 1997 | Svetovno dvoransko prvenstvo v atletiki | Pariz, Francija       | 1. mesto  | skok s palico |
| 1999 | Svetovno prvenstvo                      | Sevilla, Španija      | 1. mesto  | skok s palico |
| 2000 | Olimpijske igre                         | Sydney, Avstralija    | 1. mesto  | skok s palico |
| 2001 | Svetovno prvenstvo                      | Edmonton, Kanada      | 1. mesto  | skok s palico |
| 2001 | Igre dobre volje                        | Brisbane, Avstralija  | 1. mesto  | skok s palico |
| 2003 | Finale v atletiki                       | Fontvieille, Monako   | 1. mesto  | skok s palico |
| 2004 | Svetovno dvoransko prvenstvo            | Budimpešta, Madžarska | 2. mesto  | skok s palico |

## Državni naslovi
- Državno prvenstvo ZDA v atletiki
  - Skok s palico (9): 1996†, 1997, 1999, 2000, 2001, 2002, 2003, 2004, 2005
- Dvoransko državno prvenstvo ZDA v atletiki
  - Skok s palico (8): 1996, 1997, 1998, 1999, 2000, 2001, 2003, 2004

† Leta 1996 tekma ni veljala za državni naslov